# Karl Wahlberg
Karl Edvard Wahlberg (Stoccolma, 31 marzo 1874 – Stoccolma, 1º agosto 1934) è stato un giocatore di curling svedese.

## Biografia
Partecipò all'età di 49 anni ai I Giochi olimpici invernali edizione disputata a Chamonix (Francia) nel 1924, riuscendo a vincere una medaglia d'argento nella Svezia II con i connazionali Carl Wilhelm Petersén, Carl-Axel Pettersson ed Erik Severin.
Nell'edizione l'oro andò ai britannici e il bronzo alla Francia.